# Ehije Ukaki
Ehije Ukaki, né le 2 octobre 2004 au Nigeria, est un footballeur nigérian qui évolue au poste d'ailier droit au Sheffield United.

## Biographie

### En club
Né au Nigeria, Ehije Ukaki est notamment formé pendant deux ans au FDC Vista, un centre de développement du football en Russie, détenu par Anton Zingarevitch, également propriétaire du Botev Plovdiv, qu'il rejoint en janvier 2024.
Il joue son premier match en professionnel avec le Botev Plovdiv le 17 février 2024 lors d'une rencontre de championnat face au FC Krumovgrad (en). Il entre en jeu et son équipe est battue par deux buts à un.
Ukaki inscrit son premier but en professionnel face au PFK Lokomotiv Plovdiv le 28 juillet 2024, lors d'une rencontre de championnat. Buteur après son entrée en jeu, l'attaquant nigérian permet à son équipe de prendre l'avantage mais le Lokomotiv parvient finalement à égaliser (2-2 score final).
Lors de l'été 2025, Ehije Ukaki rejoint l'Angleterre pour s'engager en faveur du Sheffield United. Le transfert est annoncé dès le 11 juin 2025. Il signe un contrat de trois ans, valable jusqu'en juin 2028,.